# Leśno (gmina)
Leśno – dawna gmina wiejska istniejąca w latach 1934–1954 w woj. pomorskim/bydgoskim (dzisiejsze woj. pomorskie). Siedzibą władz gminy było Leśno.
Gmina zbiorowa Leśno została utworzona 1 sierpnia 1934 roku w powiecie chełmińskim w woj. pomorskim z dotychczasowych jednostkowych gmin wiejskich: Główczewice, Kruszyn, Lędy, Orlik, Rolbik, Skoszewo, Windorp, Wysoka Zaborska i Małe Chełmy (część) oraz z obszarów dworskich położonych na tych terenach lecz nie wchodzących w skład gmin (m.in. obszaru dworskiego Leśno). 
Po wojnie gmina zachowała przynależność administracyjną. 6 lipca 1950 roku zmieniono nazwę woj. pomorskiego na bydgoskie. Według stanu z dnia 1 lipca 1952 roku gmina składała się z 12 gromad: Główczewice, Kaszuba, Kruszyn, Laska, Lendy, Leśno, Orlik, Przymuszewo, Rolbik, Skoszewo, Windorp i Wysoka Zaborska. Gmina została zniesiona 29 września 1954 roku wraz z reformą wprowadzającą gromady w miejsce gmin. Jednostki nie przywrócono 1 stycznia 1973 roku po reaktywowaniu gmin.